# 23938 Kurosaki
23938 Kurosaki este un asteroid din centura principală de asteroizi.

## Descriere
23938 Kurosaki este un asteroid din centura principală de asteroizi. A fost descoperit pe 14 octombrie 1998 la Stația Anderson Mesa în cadrul programului LONEOS. Asteroidul prezintă o orbită caracterizată de o semiaxă mare de 2,88 ua, o excentricitate de 0,15 și o înclinație de 2,7° în raport cu ecliptica.